# 東能代統括センター
東能代統括センター（ひがしのしろとうかつセンター）は、東日本旅客鉄道（JR東日本）秋田支社の駅・運転士・車掌を所管する組織である。
2022年3月12日に、東能代駅、東能代運輸区を統合して発足。

## 所管

### 駅
- 東能代駅 - 所長所在駅
- 鹿渡駅●
- 森岳駅●
- 二ツ井駅●
- 鷹ノ巣駅◯
- 早口駅●
- 大館駅◯
- 能代駅◯
- あきた白神駅●

※ 上記は有人駅のみ記載　◯: JR東日本東北総合サービスに業務委託　●: 簡易委託駅
- 奥羽本線 : 鯉川駅 - 陣場駅
- 五能線 : 東能代駅 - 岩館駅

### 乗務員
- 東能代駅構内に設置（旧東能代運輸区）
- 担当線区（運転士）
  - 奥羽本線：秋田駅 - 大館駅間
  - 五能線：東能代駅 - 深浦駅間
- 担当線区（車掌）
  - 奥羽本線：秋田駅 - 大館駅間
  - 五能線：東能代駅 - 鰺ヶ沢駅間
- 快速リゾートしらかみ

## 歴史
- 2022年3月12日 - 東能代統括センター（東能代駅、東能代運輸区の統合）が発足。東能代運輸区を廃止する。

| スタブアイコン | サブスタブ | この項目は、まだ閲覧者の調べものの参照としては役立たない、鉄道に関連した書きかけの項目です。この項目を加筆・訂正などしてくださる協力者を求めています（P:鉄道/PJ:鉄道）。 |